# Xanthias
Xanthias är ett släkte av kräftdjur. Xanthias ingår i familjen Xanthidae.
Kladogram enligt Catalogue of Life:
| Xanthias | \| \| Xanthias canaliculatus \| \| \| \| \| \| Xanthias flavescens \| \| \| \| \| \| Xanthias gilbertensis \| \| \| \| \| \| Xanthias glabrous \| \| \| \| \| \| Xanthias lamarckii \| \| \| \| \| \| Xanthias latifrons \| \| \| \| |
|          | \| \| Xanthias canaliculatus \| \| \| \| \| \| Xanthias flavescens \| \| \| \| \| \| Xanthias gilbertensis \| \| \| \| \| \| Xanthias glabrous \| \| \| \| \| \| Xanthias lamarckii \| \| \| \| \| \| Xanthias latifrons \| \| \| \| |
|          | Xanthias canaliculatus |
|          | |
|          | Xanthias flavescens |
|          | |
|          | Xanthias gilbertensis |
|          | |
|          | Xanthias glabrous |
|          | |
|          | Xanthias lamarckii |
|          | |
|          | Xanthias latifrons |
|          | |